# Teatro L'Amicizia
L'ex-Teatro L'Amicizia occupa un edificio moderno nella zona del Prato a Firenze.
È noto ai fiorentini e non solo per essere stato in passato "la Scala" del teatro vernacolare fiorentino, avendo ospitato per decenni la storica compagnia teatrale dell'attrice Wanda Pasquini, vera e propria star del genere. 
Fondato nei primi anni cinquanta, alla fine degli anni settanta del XX secolo il teatro ospitò anche una trasmissione televisiva, "I' Grillo Canterino", trasmessa da Canale 48 e che riscosse un successo notevole di pubblico e critica.
Negli anni successivi, decadendo l'interesse per il genere vernacolare, il teatro fu dato in affitto alla vicina Facoltà di Economia, che lo utilizzava per tenervi i corsi più affollati (in particolare quelli del primo anno) mentre piano piano si diradava l'uso strettamente teatrale (la signora Pasquini era ormai molto anziana e non calcava le scene con l'assiduità di un tempo).
Negli ultimi anni il teatro è stato definitivamente chiuso ed abbandonato, dopo la scomparsa di Wanda Pasquini nel 2001 e il trasferimento della sede universitaria nel Polo di Novoli, che ne ha reso inutile anche il suo uso "accademico".
Attualmente il proprietario dell'immobile, ovvero l'attiguo circolo MCL, ha affittato il Teatro alla Facoltà di Scienze della Formazione, che ha provveduto a sistemare l'immobile con banchi e sedie per poter quotidianamente effettuare le varie lezioni.